# Зоряное (Николаевская область)
Зоряное (укр. Зоряне, до 2016 г. — Жовтневое) — село в Первомайском районе Николаевской области Украины.
Население по переписи 2001 года составляло 490 человек. Почтовый индекс — 55275. Телефонный код — 5161.

## Местный совет
55274, Николаевская обл., Первомайский р-н, с. Степковка, ул. Юбилейная, 3